# Gerhardus Bulten
Gerhardus Bulten (Velp, 3 november 1871 – 's-Gravenhage, 14 januari 1955) was een Nederlands onderwijzer en politicus voor de Roomsch-Katholieke Staatspartij.
Bulten was de zoon van machinist Henrikus Albertus Bulten. Bulten was opgeleid tot onderwijzer op de openbare kweekschool in Nijmegen en Maastricht en ging vervolgens aan de slag als onderwijzer op de katholieke lagere school in Spierdijk (1891-1893) en Noordwijkerhout (1893-1898). Daarna werd hij hoofdonderwijzer in Nieuw-Schoonebeek (1898) en De Zilk (1899-1920).
Hij was actief als hoofdredacteur van het weekblad De Katholieke school (1908-1926) en vervulde diverse functies rond het katholieke onderwijs. Zo was hij bijvoorbeeld voorzitter van de Algemeene Roomsch-Katholieke Ambtenarenvereeniging (ARKA).
Van 1918 tot 1926 was hij lid van de Tweede Kamer der Staten-Generaal, wat hij nog enige tijd combineerde met zijn hoofdonderwijzerschap. In 1920 verruilde hij zijn functie van hoofdonderwijzer voor die van burgemeester van Voorhout, wat hij tot 1938 zou blijven. Als burgemeester bevorderde hij de bouw van arbeiderswoningen, de aanleg van verharde wegen, waterleidingen, gasleidingen en elektra.
Hij was onderwijswoordvoerder van de Rooms-Katholieke fractie, en zorgde in 1921 via amendering ervoor dat landbouwverlof aan leerplichtigen alleen was toegestaan voor het ouderlijk bedrijf. In 1923 stemde hij samen met negen andere Katholieken tegen de ontwerp-Vlootwet, dat daardoor nipt werd verworpen en het ontslag van Kabinet-Ruijs de Beerenbrouck II inluidde.
Bulten trouwde op 2 juni 1897 met Geertruida Maria van Noort (overleden 20 juni 1929) en hertrouwde met Elisabeth Catharina Kok op 12 februari 1930. Hij had 5 zoons en 3 dochters. Op 27 augustus 1926 werd hij benoemd tot Ridder in de Orde van de Nederlandse Leeuw.